# Damara (ovelha)
Damara é uma raça de ovelha doméstica. O nome da raça deriva da região chamada Damaralândia na Namíbia onde as ovelhas eram originalmente encontradas. Eram pastoreadas pelo povo Damara.

## Características
- Pode sobreviver com uma fonte de água limitada (até três dias);
- Alimenta-se de grama, arbustos, e árvores - sobrevive onde outras raças não conseguiriam;
- Resistente à temperaturas extremas (lanosa no inverno, sem lã no verão);
- Podem viajar por uma grande distância (pode ser encontrada do deserto onde a temperatura excede 50°C à Kwa-Zulu Natal com temperaturas abaixo de zero no inverno);
- Imunidade à doenças (a pele e as orelhas movendo-se podem eficazmente repelir os insetos, também são resistentes a parasitas);
- As ovelhas têm seus primeiros cordeiros em torno dos 11-15 meses da idade.
- Elas podem ter três cordeiros em um ano;
- São uma raça de pelo (não possuem lã), assim eles não necessitam tosquia.